# アメリカ合衆国内国歳入庁
アメリカ合衆国内国歳入庁（アメリカがっしゅうこくないこくさいにゅうちょう、英：Internal Revenue Service、略称：IRS）は、アメリカ合衆国の連邦政府機関の一つで、連邦税に関する執行、徴収を司る。日本語ではそのままIRS（アイアールエス）と呼称されることもあるが、米国国税庁などとも翻訳される。アメリカ財務省の外局として設置されており、日本の国税庁に相当する。

## 歴史
南北戦争の最中の1862年に、大統領のエイブラハム・リンカーンと議会が、戦費調達のため所得税を創設するとともに、内国歳入長官（the Commissioner of Internal Revenue）のポストを設けた。この税の執行を行うために創設された機関は、関税を通じて対外的な歳入を徴収する他の連邦政府機関との対比から、内国歳入局（the internal revenue）と名付けられた。
創設後10年経って一旦所得税は廃止されたが、1894年に再び議会が所得税を復活させると、合衆国最高裁判所は、その翌年に所得税は違憲である旨の判決を下した。1913年にアメリカ合衆国憲法修正第16条によって、議会は所得税に関する立法権限が与えられ、所得税に関する制限が取り除かれた。
1918年には、第一次世界大戦の戦費調達のため所得税の最高税率は77%にまで膨張した。同大戦後には、最高税率は24%まで引き下げられたが、世界恐慌を迎えると再び税率は上昇した。第二次世界大戦中には、非常時であることを名目として源泉徴収制度及び4半期ごとの中間納付制度が導入された。
1950年代になると、官職の任命制は廃止され、専門職の職員を採用するようになった。現状では、IRSの長官と主席顧問官(Chief Counsel)のみが大統領によって指名され、上院で承認を受けることになっている。また、内国歳入局（The Bureau of Internal Revenue）の名称も、内国歳入庁（the Internal Revenue Service）と変更されている。

## IRSを使った政治スキャンダル
1930年代にフランクリン・ルーズベルト大統領がIRSを使って政敵への攻撃をしていたと言われ、息子のエリオット・ルーズベルトもその事を証言しており、ルーズベルトがIRSを使った政治スキャンダルの先駆者だとされている。
1950年代から1960年代にはFBIがIRSを使い、公民権運動のマーティン・ルーサー・キング・ジュニア牧師とキング牧師を支持する南部キリスト教指導者会議(SCLC)を警戒し、何度も監査を行った。
1960年代にはジョン・F・ケネディ大統領と司法長官を務めた弟のロバート・ケネディの間で右翼団体、保守派団体（共産主義団体やキリスト教団体、ジョン・バーチ・ソサエティなど）などを標的に免税の状態を調査し脅迫を行う「イデオロギーの組織プロジェクト」（Ideological Organizations Project）と言う計画を行った。ケネディ大統領暗殺後、リンドン・ジョンソン大統領が後を引き継ぎ、「イデオロギーの組織プロジェクト」も引き継いで行われた。ケネディ政権からジョンソン政権まで、このIRSスキャンダルの計画は世間に知られずに隠されていた。 
1974年にはリチャード・ニクソン大統領が特別な「サービス・スタッフ」（Special Services Staff）と呼ぶ、秘密のIRS プログラムを行い、自分の政敵を調査して厳しい監査を行い、相手を悩ませた。ウォーターゲート事件にも発展し、ニクソン大統領はそれで辞任に追い込まれた。
1990年代にはビル・クリントン大統領が大統領任期後半に保守派団体のヘリテージ財団やジュディシャルウオッチ、全米ライフル協会などを標的に厳しい監査を行った。
2004年にはジョージ・W・ブッシュ大統領が全米黒人地位向上協会（NAACP）の大会での演説招待をキャンセルした。NAACPは2000年の大統領選挙の時、ブッシュ候補を批判する広告募金を展開し、NAACPの議長だったジュリアン・ボンドが2001年にブッシュが大統領に就任した時からブッシュ政権批判を展開してた。2004年の大統領選の時にブッシュ政権がIRSを使い、NAACPの監査を行っていたとされ、NAACPと民主党がブッシュ批判していた。
2013年5月にはバラク・オバマ大統領に近いIRSの職員が医療保険制度改革に反対するティーパーティー運動など保守系の政治団体だけを対象に、税審査を厳格化していたIRSのスキャンダル問題が発覚した。IRSの職員が2012年アメリカ合衆国大統領選挙期間中、医療保険制度改革を推進しようとするオバマ大統領を再選させる為、保守系団体の影響力がある共和党側が不利になるように、この様な事が行われていたとされている。このスキャンダル事件が発覚した後、IRSの免税部門のディレクターであるロイス・ラーナーはティーパーティー運動ら保守派団体から批難され、辞任に追い込まれた。ティーパーティー運動ら共和党側はオバマ政権のホワイトハウスがIRSのスキャンダルに関与していると疑って批判している。

## 機構
- 内国歳入庁長官 (Commissioner)
  - 内国歳入庁長官官房長 (Chief of Staff)
    - 国家納税義務者保護官 (National Taxpayer Advocate)
    - 首席副審議官兼技術担当副審議官 (Principal Deputy Chief Counsel and Deputy Chief Counsel (Technical))
    - 最高多様性責任者 (Chief, Diversity Officer)
    - 最高納税義務者証明責任者 (Chief, Taxpayer Experience Officer)
    - 内国歳入庁独立控訴部長 (Chief, IRS Independent Office of Appeals)
    - 連絡・調整部長 (Chief, Communications and Liaison)

  - 業務支援担当副長官 (Deputy Commissioner for Operations Support)
    - 業務支援担当副長官補 (Assistant Deputy Commissioner for Operations Support)
    - デジタルエンタープライズ・事例管理部長 (Co-Directors, Enterprise Digitalization and Case Management)
    - 最高情報責任者 (Chief, Information Officer)
    - 施設管理・治安事務部長 (Chief, Facilities Management and Security Service)
    - 最高データ・分析責任者 (Chief, Data and Analytics Officer)
    - 最高人的資本責任者 (Chief, Human Capital Officer)
    - 最高財務責任者 (Chief, Financial Officer)
    - 最高個人情報責任者 (Chief, Privacy Officer)
    - 最高調達責任者 (Chief, Procurement Officer)
    - 最高リスク責任者 (Chief, Risk Officer)

  - 事務・執行担当副長官 (Deputy Commissioner for Services and Enforcement)
    - 事務・執行担当副長官補 (Assistant Deputy Commissioner for Service and Enforcement)
    - 犯罪捜査部長 (Chief, Criminal Investigation)
    - 還付準備部長 (Director, Return Preparer Office)
    - 職業責任部長 (Director, Office of Professional Responsibility)
    - オンラインサービス部長 (Director, Office of Online Services)
    - デジタルエンタープライズ・事例管理部長 (Co-Directors, Enterprise Digitalization and Case Management)
    - 賃金・投資部門管理者 (Commissioner, Wage and Investment Division)
    - 大企業・国際部門管理者 (Commissioner, Large Business and International Division)
    - 小規模・自営業部門責任者 (Commissioner, Small Business Self-Employed Division)
    - 免税・政府機関部門責任者 (Commissioner, Tax Exempt and Government Entities Division)
    - 内部告発者保護部長 (Director, Whistleblower Office)